# Wurstkrone
Eine Wurstkrone (niederdeutsch Woste-Kraune, Vuastkraeonn, Bummelwieben) ist ein rundes Gestell oder eine Stange mit Haken zur hängenden Aufbewahrung von Wurst und Geräuchertem.
Wurstkronen werden heute nur noch selten verwendet. Im 19. und frühen 20. Jahrhundert wurden hölzerne oder metallene Wurstkronen an der Decke der Vorratskammer oder im Rauchfang aufgehängt.